# Willow Smith
Willow Camille Reign Smith (n. 31 octombrie 2000, Los Angeles, California, SUA), cunoscută sub numele de Willow, este o cântăreață americană. Smith și-a făcut debutul în actorie în 2007 în filmul I Am Legend împreună cu tatăl ei Will Smith, iar mai târziu a apărut în Kit Kittredge: An American Girl alături de Abigail Breslin. În 2010, Smith și-a lansat cariera muzicală cu single-ul „Whip My Hair”, care a ajuns pe locul 11 în Billboard Hot 100 și a fost nominalizată pentru Videoclipul Anului la Premiile BET din 2011.[3]
Ulterior, Smith a semnat cu casa de discuri a mentorului ei, Jay-Z, Roc Nation, devenind cel mai tânăr artist care a semnat cu casa de discuri și a lansat single-ul „21st Century Girl” în anul următor. În 2015, Smith și-a lansat albumul de debut, Ardipithecus, inclusiv single-ul „Wait a Minute!”, care a fost certificat Platină de Recording Industry Association of America. Smith avea să lanseze ulterior cel de-al doilea album The 1st (2017) și al treilea album Willow (2019).
În 2018, Smith a început să cogăzduiască emisiunea de discuții Facebook Watch Red Table Talk, care i-a adus două nominalizări la premiile NAACP Image și două nominalizări la premiile Daytime Emmy. În 2021, Smith și-a lansat al patrulea album Lately I Feel Everything, care a dat naștere single-ului „Transparent Soul” cu Travis Barker. Mai târziu în acel an, ea a câștigat o intrare în top 40 din SUA cu single-ul „Meet Me at Our Spot” cu Tyler Cole. În 2022, a lansat single-ul „Emo Girl” alături de Machine Gun Kelly.
Revista Time a numit-o una dintre cele mai influente 100 de oameni din lume în 2021.[4] În același an, ea a câștigat „Entertainer of the Year” pentru munca sa la Red Table Talk la premiile EBONY Power 100;[5] și a fost inclusă pe lista Billboard „Greatest Pop Stars of 2021”, fiind numită „Comeback Artist of the Year” „.[6] Smith a fost inclus și pe lista Forbes 30 Under 30 din 2022.[7]